# 박도

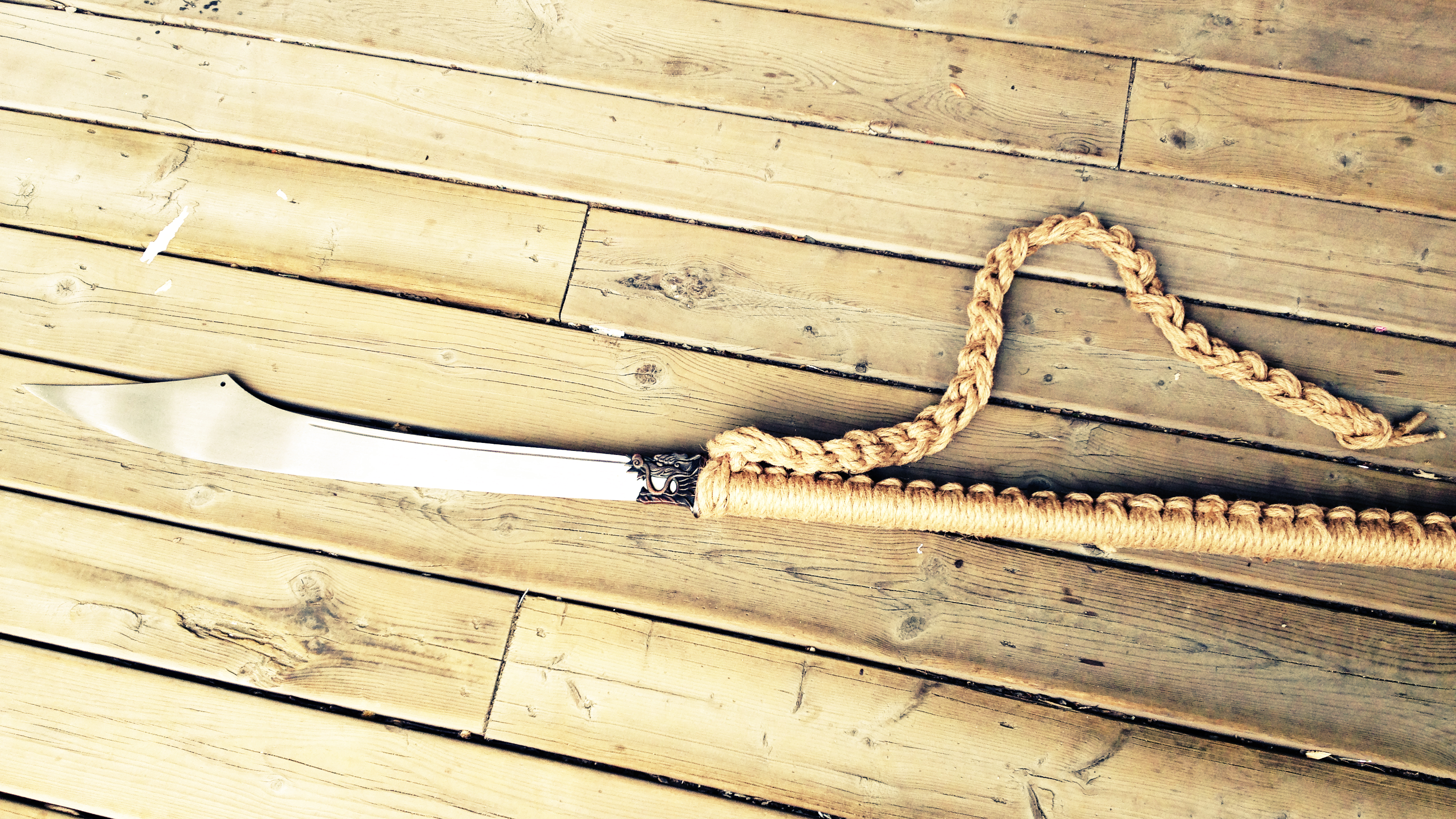
박도

박도(朴刀)는 고대 무기 중 하나이다. 여러 중국 무술 분야에서 사용된다. 한국 역시 박도를 사용하였고 박도술이 존재했다. 전체적으로 도와 유사한 형태를 하고 있으나, 도에 비해 손잡이 부분이 매우 길어 도검과 창의 중간 형태를 띠고 있다. 손잡이는 점점 더 길어지고 칼날 부분은 약간 짧아져 전체적으로 더 기다란 형태(약 4 ~ 6 피트)로 발전해 나가마키와 유사한 형태로 수렴되었다.
주로 언월도처럼 무게를 이용해 적을 가격하거나 베어 내는 식으로 사용한다. 전투 중 말의 다리를 잘라내는 데 사용되기도 한다. 손잡이가 길어 양손으로 잡고 사용해야 하기 때문에 쌍수대(雙手帶)라고 불리기도 한다.